# Eleanor Matsuura
Eleanor Matsuura (Tòquio, 16 de juliol de 1983), és una actriu japonès, coneguda pels seus papers com Yumiko a The Walking Dead, Hannah Santo a Spooks: The Greater Good, Bev a Utopia i com a PC Donna Prager a Cuffs.

## Primers anys de vida
Matsuura va néixer a Tòquio i va créixer a Hertfordshire, Anglaterra. És d'origen mig anglès i mig japonès i no parla japonès. Es va formar a l’Escola Central de Parla i Drama i es va graduar el 2004. Està formada en dansa moderna i d'època.

## Carrera
Matsuura va treballar a l'escenari del Royal Court Theatre, Old Vic Theatre i diversos teatres del West End. També ha aparegut en diversos drames de televisió britànics, inclosos Gent del barri, Thorne, Extres, Holby City, Lead Balloon, Doctor Who and Hustle i pel·lícules britàniques. Actualment apareix com Isobel a Bull al Crucible Theatre de Sheffield.
Matsuura forma part de la quarta sèrie de l’èxit de la sèrie dramàtica BBC One Sherlock, interpretant el paper de l’inspector detectiu Hopkins. Ha realitzat actuacions de veu per a videojocs com Mass Effect: Andromeda i Dreamfall Chapters. Retrata a Yumiko a l'èxit del programa de televisió The Walking Dead basat en el còmic del mateix nom.

## Vida personal
Matsuura és partidari dels drets dels animals i treballa estretament amb Battersea Dogs and Cats Home.
Matsuura es va casar amb l'actor canadenc Trevor White el 2014. Viuen a Londres. El novembre de 2017, Matsuura va donar a llum a una nena, el primer fill de la parella.

## Filmografia
- 2005: Hustle - sèrie de televisió
- 2005: Holby City - sèrie de televisió
- 2005: A Very Social Secretary (TV)
- 2006: EastEnders - sèrie de televisió
- 2006: Breaking and Entering
- 2006: After the Rain
- 2006: 9/11: The Twin Towers
- 2007: Magicians
- 2008: Trial and Retribution - sèrie de televisió
- 2008: Doctor Who - sèrie de televisió
- 2009: Hunter - minisèrie
- 2009: FM - sèrie de televisió
- 2010: Money - sèrie de televisió
- 2010: Lunch Monkeys - sèrie de televisió
- 2011: The Fades - sèrie de televisió
- 2011: The Royal Bodyguard - sèrie de televisió
- 2011: New Tricks - sèrie de televisió
- 2012: The Grind (film)
- 2012: Vexed - sèrie de televisió
- 2013: Utopia - sèrie de televisió
- 2015: Spooks: The Greater Good
- 2015: Cuffs - The One and Only Ivan
- 2015: Da Vinci's Demons - serie televisiva
- 2015: The Comic Strip Comic Strip Presents... Red Top
- 2015: Residue - sèrie de televisió
- A Midsummer Night's Dream (2016)
- Sherlock (2017)
- Lost in London (2017)
- Into the Badlands (2017–2019)
- The Walking Dead (2018-2022)
- ''The One and Only Ivan (2020)